# Raimo Aarras
Raimo Rainer Aarras, född 18 februari 1931 i Åbo, död 17 maj 2023, var en finländsk målare och fotograf.
Aarras studerade vid Åbo ritskola 1952–1953, bland annat under Otto Mäkiläs ledning och hade sin första separatutställning 1952. Aarras var en central person i Åbos konstliv under 1950- och 1960-talen. Hans målningar är föreställande och detaljerade med en lätt surrealistisk prägel. Han tillhörde 1960 grundarna av konstnärsgruppen Arte i Åbo och publicerade 1980 en biografi över Åbomålaren Edwin Lydén.